# Анхель Лаборд
Анхель Лаборде Наварро (2 августа 1772, Кадис, Андалусия — 4 апреля 1834, Гавана) — испанский военный моряк, командующий эскадрой Королевского Испанского флота.

## Биография
Анхель выходец из очень обеспеченной семьи идальго. Его отец Бернардо родился в Беарне (Франция), а мать Жозефа — уроженка Кадиса. Одаренный большим талантом и особой склонностью к учебе, он смог получить разностороннее образование, которое затем развил в течение своей долгой и блестящей карьеры. В возрасте девяти лет его отправили в колледж в Сорез во Францию. Там он выучил французский и английский языки, а также получил необходимые знания по математике, необходимые для того, чтобы занять должность морского гвардейца в департаменте Кадис (13 апреля 1791 г.). На корабле «Сан-Эухенио» (3 ноября) он совершил свое первое плавание — экспедицию продолжительностью пятьдесят три дня в океане. Он дослужился до прапорщика фрегата (16 апреля 1792 г.) и был назначен для прохождения курса магистратуры (2 июля) в Сан-Фернандо, но не закончил его из-за объявления войны Францией.
Лаборде отправился на корабле «Сан-Дамасо» (1 апреля 1793 г.), на котором совершил плавание продолжительностью в восемьдесят пять дней на остров Терсейра c переброской войск в Росас из Кадиса. По окончании плавания, Анхель перешел на корабль " Сан-Хоакин "(26 июля 1794 г.) эскадры генерала Хуана де Лангара, которая находилась в соединении с английской эскадрой адмирала Сэмюэл Худа, участвовал в обороне порта Тулон, продолжительностью пятьдесят семь дней. Он участвовал в непрекращающихся боевых действиях, будь то на суше по приказу генерала Федерико Гравина, будь то на защите поста ла Мальга по приказу капитана корабля Эстрады, выделяясь своей храбростью и интеллектом. После того, как эскадра была возвращена в Картахену, Анхель перешел на корабль " Сан-Хуан Непомусено "(17 октября) эскадры генерала Грандальяны, чтобы перебросить войска в Росас, и был направлен для защиты площади (27 декабря) в качестве артиллерийского офицера. Он получил звание корабельного прапорщика (26 февраля 1795 г.) и был отправлен на фрегат «Тетис» (27 ноября) для переброски войск из Картахены в Сеуту, а затем в Кадис, где он высадился (5 января 1796 г.).
Начинается новая война против Соединенного Королевства, и, после подписания Договора в Сан-Ильдефонсо, он был назначен адъютантом главного штаба эскадры, которой командовал генерал Обрегон, возглавляя экспедицию войск Ферроля на Канарские острова по приказу фельдмаршала маркиза де Каса-Кахигаля.
Под командованием генерала Мельгарехо отправиляется в Рошфор (Франция) с дивизией генерала Гонсало О’Фаррилл-и-Эррера и там вступает в морской бой против превосходящей британской эскадры, которая была отброшена. Он был в составе сил (фрегат «Клара» и бриг «Форте»), которые защищали Феррол во время нападения англичан в августе 1800 года. По его просьбе был направлен на корабль «Urca Aurora» (4 ноября 1801 г.), на котором совершил кругосветное путешествие из Ферроля в Кадис и Манилу. За это время он дослужился до лейтенанта фрегата (5 октября 1802 г.). По возвращении 25 октября 1803 г. получил четырехмесячный отпуск, чтобы в Кадисе восстановить свое подорванное здоровье. В Кадисе он был зачислен в Морскую обсерваторию, где ему было поручено преподавать математику в Роте морской охраны, к чему он имел особые способности. 12 февраля 1805 г. он сел на корабль «San Juan Nepomuceno» эскадры Ферроля, который готовился присоединиться к объединенной эскадре Вильнева и которым командовал бригадный генерал Чуррука. Вскоре он принял свое первое командование кораблем, шхуной «Гермоген» (1 июля). Ему было поручено обеспечивать корреспонденцию с испанским министром в Соединенных Штатах. Он покинул Ферроль и останавливался в Хихоне, Ла-Гуайре, Пуэрто-Кабельо, Пуэрто-Касильде, Веракрусе, Гаване и Флориде, где потерпел кораблекрушение в результате шторма (16 мая 1806 г.) и был вынужден добраться до Сан-Агустин-де-Флорида на лодке со своего корабля (2 июня). Оттуда его доставили англо-американским парусником «Комета» в Гавану (10 июля), откуда вернулся на полуостров. Но не все было напрасно, поскольку по прибытии в Ферроль ему было предоставлено командование канонерской лодкой «Сюрприз» (24 июня 1807 г.), а затем и бригом «Первооткрыватель».
После начала национальное восстания против французского вторжения, французская эскадра адмирала Росили, появилась в заливе Кадис, она была атакована и сдалась испанским войскам под командованием Хуана Руис де Аподака. Лаборде принимал участие в этих боях, в которых было взято 3676 пленных и собрано 442 орудия, 1429 винтовок и 1096 сабель.
В 1809 он был повышен до лейтенанта флота, а в 1813 до капитана фрегата. В августе 1810 года Лаборде отправился в Ла-Корунью, чтобы руководить фортификационными работами, где находился до марта 1811 года, когда откуда был направлен в Сантьяго-де-Компостела в военный колледж в качестве первого профессора математики. Находясь в стенах этого учебного заведения написал Трактат по математической географии (Сантьяго, 1814).
Ему было поручено командовать экспедицией Королевской Филиппинской компании (16 марта 1817 г.) и кораблем Сан-Хулиан (22 августа), с которым он совершил два кругосветных плавания. Он вышел из Кадиса в Калькутту (12 марта 1818 г.) и вошел в указанный порт 27 июня 1819 г., сделав остановки в Бомбее, в Английской Индии, Батавия, на голландском острове Ява, на реке Кантон, в Китае.
По возвращении в департамент Кадис в 1820, в конце своего последнего кругосветного путешествия, его корабль был направлен в отряд моряков Франсиско Морелля, который должен был защищать и переправлять за границу войска, необходимые для ведения Испано-американской войны за независимость, но эта поездка не состоялась из-заВосстания Риего.
Война за освобождение была в самом разгаре, и фортуна оказалась не слишком благоприятной для испанского оружия. Покидая порт Ла-Гуайра, он дважды перевозил на своих судах тысячи эмигрантов и спасал человеческие жизни, за что был вознагражден повышением до капитана корабля (3 декабря 1821 г.).
В том же году новое конституционное правительство передало ему командование фрегатом Лигера и военно-морской дивизией, состоящей из его корабля и фрегатов Вива и Аретуза и бригами Геркулес и Гиена, которая находилась в Коста-Фирме (Венесуэла), имея в качестве базы Пуэрто-Кабельо. На новом месте назначения ему было поручено защищать побережье и поддерживать огнем силы армии, сражавшейся на суше. Война за независимость заморских территорий Испании была в разгаре, и операции становились все более сложными, удача оказалась не слишком благоприятной для испанского оружия. Лаборде участвовал в нескольких акциях, включая эвакуацию в Гавану гражданских лиц из портаЛа-Гуайра после поражения роялистов в Битве при Карабобо (1821). Покидая порт Ла-Гуайра, он дважды перевозил на своих судах тысячи эмигрантов и спасал человеческие жизни, за что был вознагражден повышением до капитана корабля (3 декабря 1821 г.). Он отправился в плавание с кораблями экспедиции (11 января) и вернулся в Пуэрто-Кабельо, куда вошел 15-го числа. Он продолжил командовать легким фрегатом, побеждая военно-морские силы повстанцев во всех стычках, в которых участвовал. Королевским указом от 17 ноября 1822 года он был назначен 2-м главнокомандующим всеми военно-морскими силами Северной Америки.
В 1823 губернатор кубинской столицы генерал Гастон передал ему командование военно-морской дивизией, состоящей из фрегата Сабина и корвета Церера, с которыми он взял курс на Коста-Фирме. Когда пришло известие о том, что флот Великой Колумбии из девяти судов, под командованием коммодора Джона Дэниелса, блокировал Пуэрто Кабельо. Лаборд шел на всех парусах над линией с наветренной стороны, атаковав ее в половине четвертого пополудни 1 мая на расстоянии пушечного выстрела, ведя непрерывный огонь в течение двух часов. Повстанческие корветы, которые пытались разоружить испанцев, спустили флаг. В знак признания такого выдающегося поступка ему была вручена Орден Карлоса III.

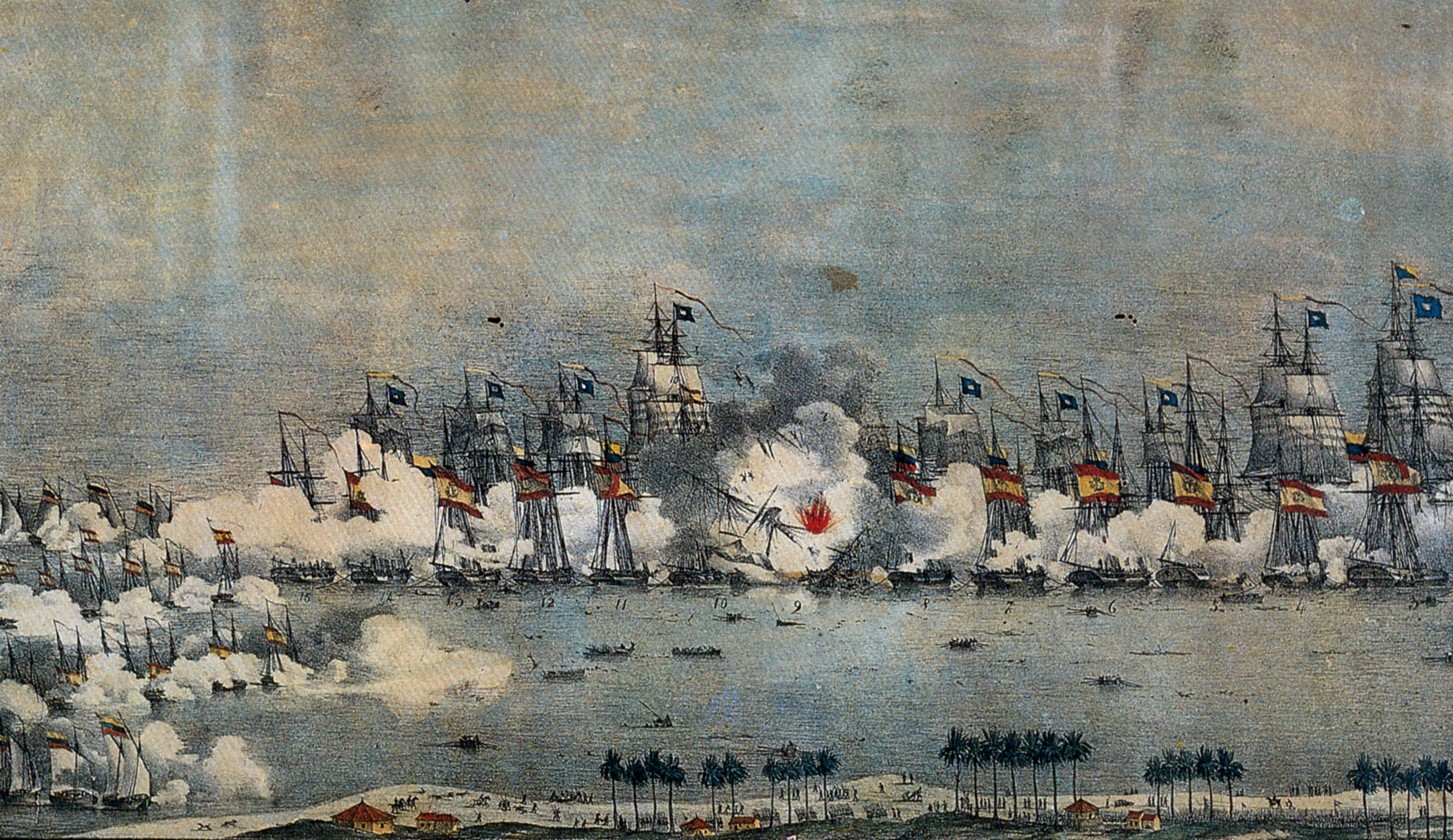
Морской бой на озере Маракайбо.

Когда его корабли были готовы снова вступить в бой, он направился к заливу Маракайбо. Прибыв на якорную стоянку в Лос-Текес, он оставил на якоре свои самые быстроходные суда под командованием командующего Сабины, Хосе Мария Чаконы. С самыми маленькими он проник в лагуну, с намерением разгромить вражеские вспомогательные силы, укрытые в этом труднодоступном месте. Атака была подготовлена в сочетании с наземными войсками под командованием маршала Франсиско Томас Моралеса, который не смог прибыть вовремя. 24 июля 1823 года после двух часов битвы, колумбийский флот под командованием адмирала Падильи одержал решающую победу, и Лаборде пришлось отступить, имея всего 3 шхуны,, в Лос Такес. Лаборде вернулся со своими кораблями в Гавану (2 октября), чтобы спасти захваченные корветы. Потери республиканцев составили 8 офицеров и 36 членов экипажа и рядовых убитыми, 14 первых и 150 вторых ранены и один офицер контужен, в то время как потери роялистов оказались больше, не считая 69 офицеров и 368 солдат и матросов, которые были взяты в плен. Победа патриотов в этом жестоком морском сражении открыла путь к переговорам с маршалом Моралесом, генерал-капитаном Венесуэлы, который, капитулировав 3 августа следующего года, заставил себя сдать остальные испанские корабли, площадь Маракайбо, замок Сан-Карлос, тот, что в Сан-Фелипе в Пуэрто-Кабельо, а также все другие места, которые занимали испанцы. 5 августа Моралес окончательно покинул территорию Венесуэлы вместе с испанскими сухопутными войсками, которые были эвакуированы на Кубу.

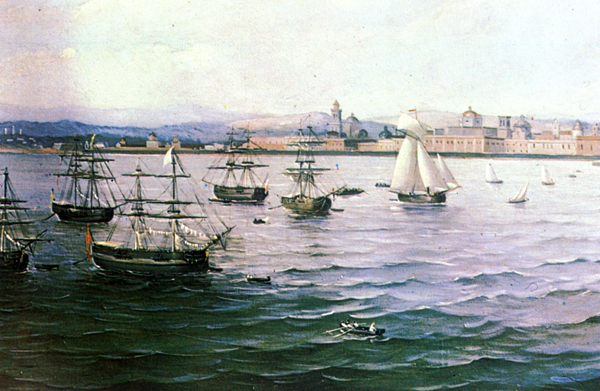
Бомбардировка замка Сан-Хуан-де-Улуа.

Назначенный вторым главой апостадеро (военно-морской базы) Гаваны, в 1824 Анхель должен был выйти с кораблями эскадры в погоню за вражескими силами, захватившими корвет Церера. С теми же силами он совершил два рейда на помощь защитникам форта Сан Хуан де Улуа (Веракрус), которые оставались в нем, отказываясь сдаваться. 2 майя 1825, несмотря на то, что он всего лишь капитан корабля, Лаборде был назначен генеральным комендантом апостадеро в Гаване.
Он снова вышел на помощь защитникам Сан-Хуан-де-Улуа с дивизионом, состоящим из фрегатов Сабина, Касильда и Аретуза, а также несколькими транспортами. Но ураган застал его врасплох в районе Тортуги, что стоило флагманскому фрегату потери трех мачт; разразившаяся непогода сделала невозможным оказание подготовленной помощи. По этой причине со взятием Сан-Хуан-де-Улуа в 1825 году пал последний испанский оплот на материке.
Его утвердили в должности бригадного генерала, а гаванская военно-морская база была укреплена. Ему пришлось совершить вылазку, вызванную увеличением количества каперов в этом районе, с фрегатами Лояльность, Иберия, Сабина, Жемчужина, Кастилия и шхуной Хабанера, с помощью которых он участвовал в многочисленных боевых действиях против различных судов из стольких же новых стран. Он нанес своим врагам настолько серьезные потери, что интенсивность, с которой они действовали до этого момента, значительно снизилась, и таким образом ему удалось заставить их оставить испанское торговое мореходство в покое.
Из Испании ему прислали линейный корабль «Воин», благодаря чему силы были значительно подкреплены. Во главе своего флота он направился в порты Кингстон и Ямайка, угрожая затем окрестностям Санта-Марты и Картахена-де-Индиас, которые уже были захвачены Симоном Боливаром.
В сентябре 1826, он совершил еще один рейд, чтобы атаковать порты на побережье Ла-Фьерра, водрузив свой вымпел на корабле Воин, который сопровождался пятью фрегатами и шхуной. Через несколько дней флотилию настиг ураган равноденствия, который разбросал корабли и лишил флагмана трех рангоутов, что вынудило его вернуться на запасных мачтах. Он смог добраться до Гаваны после восьмидесяти дней, проведенных в море, куда уже прибыли остальные его корабли, за исключением потопленной шхуны «Хабанера».
Мексиканские мятежники попытались воспользоваться катастрофой и собрали эскадру под командованием коммодора Потерса, бывшего офицера Соединенных Штатов, чтобы угрожать северному побережью острова Куба.
К счастью для вооруженных сил Испании, неутомимый Хуан Баутиста Топете отремонтировал почти все суда. Лаборд смог совершить вылазку для борьбы с диссидентами на борту фрегата Лояльность и других судах, преследуя силы Потерса до Кайо-Уэсо, где его держали в блокаде в течение года. Коммодор оказался в таком отчаянном положении, что, всячески стараясь не попасть в руки испанцев, распустил экипажи и продал свои корабли. На американском военном фрегате Потерс бежал в Веракрус.
Убедившись в бегстве коммодора, Лаборде отказался от блокады и направился в Гавану. С этой базы он вышел с фрегатами Лояльность и Иберия и с бригантиной «Амалия» в рейд по водам Мексики, осуществляя обмен пленными в Веракрусе. Он продолжал совершать рейды вдоль Материка и по островам, в конечном итоге вызвав серьезную тревогу из-за присутствия испанского военно-морского флота.
В 1828 он вышел со своими кораблями для обеспечения защиты конвоя, идущего с полуострова, сопровождая фрегат «Реставрация».
В Мексику должна была быть отправлена (5 июля 1829 г.) экспедиция численностью в три тысячи человек, что считалось небольшим числом, поскольку, по оценкам, для освобождения Новой Испании потребуется около двадцати тысяч человек. Этим Фердинанд VII сдержал свое слово отвоевать Америку, спонсировав экспедицию против бывшего вице-королевства; но также было очевидно, что он просто прикрывал дело, поскольку с такой небольшой армией предприятие было обречено на провал. Экспедицией командовал бригадный генерал армии Исидро Баррадас, а возглавляла ее военно-морская дивизия Лаборде, которая с этой целью покинула Гавану на фрегатах «Лояльность», «Реставрация» и «Касильда», бриге «Пленник» и бриге-шхуне «Амалия». Между нижним Сизалем, Нижним Нуэво и Треугольником (Бермудские острова) на них снова налетел ураган, который разогнал все суда, но, поскольку Лаборд уже был опытен в этих делах, он отдал приказ всем командирам, чтобы в случае чего-то подобного они все собрались в одном месте. В данном случае это был мыс Рохо, куда прибыли все суда, за исключением одного с 500 людьми, который был признан пропавшим без вести.
Лаборд подошел к побережью бывшего вице-королевства и выбрал для высадки Пунта-Херес, на стоянке которого бросили якоря эскадра и конвой (27 июля) и высадил отряд с необходимыми припасами и снаряжением. Армия двинулась в Тампико, который находился на расстоянии двух лиг вдоль побережья, под защитой эскадры Лаборде, способствовавшей захвату обоих берегов реки Тампико, а также продвижению войск в Тамаулипас, где Баррадас организовал свою штаб-квартиру. В Тампико и завершилась запланированная реконкиста, поскольку мексиканские генералы Сантана и Бустаманте разбили Баррадаса, который был вынужден капитулировать.
Лаборду пришлось двинуться со своей эскадрой к Новому Орлеану, куда отправился транспорт, потерянный во время урагана. Когда прибыл Лаборде, трудности с отплытием были улажены, и, с благополучно восстановленным судном он направился в Гавану, чтобы забрать и перевезти больше войск в Веракрус. Но все было напрасно, потому что в этот момент произошла капитуляция экспедиции и погрузка остатков войск на торговые суда для их возвращения в Гавану.
В ходе повышения по службе и по случаю последней свадьбы короля Фердинанда VII (5 декабря 1829 г.) он был назначен командиром эскадры. К этим датам он также был награжден Большим Крестом Королевского военного ордена Святого Герменегильда. 19 мая 1830 с восстановленным фрегатом и захваченным корветом вошел в Багамский канал и направился в Пуэрто-Рико, мимо Санто-Доминго, в поддержку партии, которая стремилась к воссоединению с Испанией. Он находился в походе в течение 80 дней, что позволило ему исправить ситуацию в нижней части Лос-Алакранеса. Можно сказать, что это была последняя кампания Лаборда, поскольку с тех пор он совершал выходы только на небольших судах в порты, расположенные непосредственно в Гаване; но со своим природным рвением и трудолюбием он посвятил себя, при эффективной поддержке своего заместителя бригадного генерала Хуана Баутисты Топете, усовершенствованию арсенала, организации регистрационных сборов на острове, пресечению злоупотреблений, которые наносили ущерб каботажному судоходству и рыболовству, а также созданию причалов для крупных судов и укомплектованию штатов. Военные корабли оставались образцом для подражания, и их усилия были оценены по достоинству в эпоху, которую на полуострове нельзя считать подходящей для расцвета военно-морского флота.
Королевским указом от 1 октября 1832 года он был назначен военно-морским министром. Однако, после кончины короля Фердинанда VII, возникли критические обстоятельства, требующие немедленного формирования правительства, чтобы противостоять Карлистской партии. Лаборд не смог явиться с необходимой поспешностью и, исходя из целесообразности, он был освобожден от должности министра и утвержден в должности генерал-коменданта апостадеро в Гаване. Вдовствующая королева Мария Кристина де Бурбон, правившая от имени своего мужа, утвердила Лаборда в этом генеральном командовании, освободила его от должности Министра военно-морского флота и, чтобы доказать ему, насколько короне были приятны его услуги, наградила его Большим Крестом испанского ордена Карла III, а по случаю принесения присяги принцессе Астурийской, будущей Елизавете II, ему был пожалован Большой Крест Американского Королевского ордена Изабеллы Католической, в благодарность за его заслуги на службе Испании за то, что он искал средства, когда ситуация была катастрофической.
Лаборде продолжил свою деятельность, внося улучшения в правила судоходства и рыболовства. В 1832, он написал и опубликовал руководство под названием «Упражнение с саблей».

## Смерть
Скончался в Гаване, в возрасте 62 лет. Его любили и уважали как друзья, так и враги. Его заслуги привели к тому, что спустя годы было принято решение о переносе его останков в Пантеон прославленных моряков. Тело было доставлено в Испанию пароходом «Фердинанд Католик», из-за карантина прибыло в Ферроль и было помещено на хранение в церковь Святого Франциска в сентябре 1870 года. В октябре того же года останки были перенесены в Ла-Каррака и 27 числа того же месяца без всякой помпы были помещены в одну из часовен Пантеона. 20 февраля 1875 года саркофаг был готов и перенесены на то место, которое занимает сегодня, с надписью, которая гласит следующее:
Его Превосходительство. Сеньор 

Д. Анхель Лаборде и Наварро 

Прославленный офицер 

Энергичный Генерал 

Начальник отряда 

Реорганизатор военно-морского флота 

В Эль-Апостадеро-де-ла-Гавана 

Он скончался в год MDCCCXXXIV 

В возрасте LXII
Военно-морской флот с гордостью хранит память об этом генерале, который при жизни проявил себя неутомимым организатором и являл собой образец рыцарского испанского мореплавания.